# Podlasien
För det nutida vojvodskapet, se Podlasiens vojvodskap.

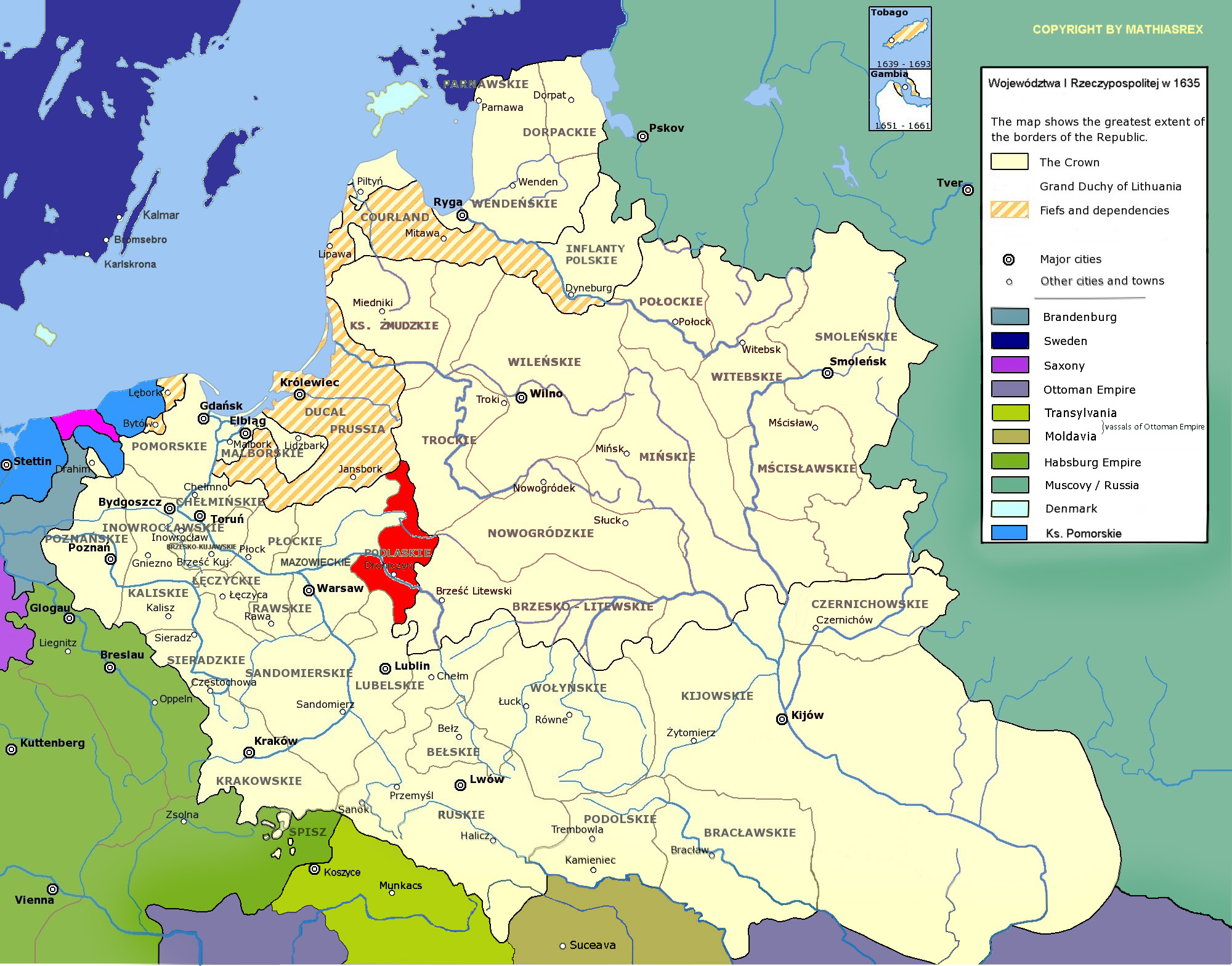
Det podlasiska vojvodskapet in det Polsk-litauiska samväldet, 1635.

Podlasien (polska: Podlasie; latin: Podlachia) är en historisk region i östra Polen och västra Belarus. Regionen har gett namn åt det nutida polska vojvodskapet Podlasiens vojvodskap.
Regionen är belägen kring övre Narew och mellersta Bug. Genom sitt läge var det under den tidigare medeltiden ett tvistefrö mellan Masoviens och Litauens furstar. Från mitten av 1400-talet tillhörde det Litauen och blev ett särskilt vojvodskap, men vid unionen 1569 förenades det med polska rikshalvan. Huvudorter var av gammalt Bielsk och Mielnik.
Det gamla vojvodskapet var beläget öster om Warszawa, på ömse sidor om Bug, med huvudorterna Siedlce, Drahitjyn och Bielsk. Vid Polens första delning (1772) kom södra delen till Österrike, norra till
Ryssland. 1809 lades det till hertigdömet Warszawa och blev 1815 en del av konungariket Polen. Efter den nya indelningen av Polen (1867) blev regionen den norra delen av guvernementet Lublin. 